# Conférence des grandes écoles
A Conférence des grandes écoles (CGE) é uma associação francesa de instituições do ensino superior e de pesquisa criada em 1973 por doze universidades francesas (onze écoles d'ingénieurs e uma escola de negócios). Seu papel é de promover o desenvolvimento e a influência de seus membros, na França e no exterior, com o objetivo de melhorar a reputação, em conexão com os atores da economia e da sociedade.
A CGE não é proprietária do termo "grande école", mas ela possui como marca registrada o "Mastère Spécialisé" (MS), "Mastère en sciences" (MSc) e o "BADGE" (Bilan d'aptitude délivré par les grandes écoles), cujo credenciamento é garantido por uma comissão específica composta de vinte seis personalidades voluntárias, diretores de universidades e experts de diversos setores do mundo econômico.[carece de fontes?]